# Ульвеус, Бьорн
Бьорн Кристиан Ульвеус (швед. Björn Kristian Ulvaeus, 25 апреля 1945, Гётеборг, Швеция) — шведский певец, музыкант, гитарист, композитор и музыкальный продюсер. Наиболее известен как участник группы «ABBA».

## Биография
Родился в шведском Гётеборге 25 апреля 1945 года. Его родителями были Айна Элиза Виктория (урожд. Бенгтссон; 1909–2005) и Эрик Гуннар Ульвеус (1912–1999). У Бьорна есть сестра, Эва Маргарета (род. 1948). После прохождения военной службы, Ульвеус изучал право и бизнес в Лундском университете. 
Увлёкся музыкой не без участия своего двоюродного брата Йона Ульфсетера (швед. Joen Ulfsater). В 1957 году он вместе с братом организовал группу, куда также входил и бас-гитарист Тони Рут (швед. Tony Rooth). В 1961 году Тони помог стать Бьорну солистом фолк-группы Mackie’s Skiffle Group, позже сменившей название на Partners. Со временем и это название сменилось на West Bay Singers. Тогда в состав группы входили Ханси Шварц (швед. Hansi Schwarz), Юхан Карлберг (швед. Johan Karlberg), Хокан Вен (швед. Håkan Hven), Тони и Бьорн. В сентябре 1963 года музыканты выступили на радио города Норрчёпинг. Мать Бьорна — Айна (швед. Aina), услышав по радио объявление о конкурсе, посоветовала сыну направить заявку на участие. Это стало поворотным моментом в его карьере. Продюсер фирмы Polar Music Бенгт Бернхаг, просматривая шведские газеты, обратил внимание на короткое объявление о музыкальном конкурсе, организованном местным радио. Его внимание привлекла группа West Bay Singers. Бенгт связался с музыкантами и попросил прислать запись для прослушивания. Результат превзошёл все ожидания. Это было именно то, что искали Бенгт и Стиг Андерсон. Стиг убедил музыкантов сменить название на Hootenanny Singers и активно начал продвигать группу не только в Швеции, но и за границей. Впоследствии все знакомства и связи в мире шоу-бизнеса пригодились для популяризации ансамбля ABBA. С 1964 по 1974 годы Hootenanny Singers записали и выпустили 16 альбомов и сборников.

## Личная жизнь
Первая жена (с июля 1971 по январь 1979 года) — Агнета Фельтског, участница шведского музыкального коллектива ABBA.
Дети от этого брака: Линда (род. в 1973 г.) и Кристиан (род. в 1977 г.).
Вторая жена (в 1981—2022 гг.) — Лена Калерсио, бывшая музыкальная журналистка..
В этом браке родились две дочери: Эмма (в 1982 г.) и Анна (в 1986 г.). Развелись в 2022 году.
Третья жена — Кристина Сас. Свадьба состоялась в сентябре 2024 года.
На вопрос: Является ли он атеистом? — Бьорн Ульвеус ответил: «Я агностик, склоняющийся к атеизму. У меня нет и, думаю, не может быть чётких представлений о существовании Бога. Я не верю в Бога, о котором говорится в средиземноморских религиях и каких бы то ни было иных. Я не отрицаю, что Что-то есть вне нашего мира, но я не думаю, что мы должны пытаться объяснить и понять, что это может быть. Если атеизм означает категорическое отрицание существования Бога, то я не стал бы заходить так далеко. Проблема с фундаменталистами заключается в том, что они верят в Бога и знают, каково его желание. Я бы сказал, что я „свободный мыслитель“ („free thinker“ — англ.), это точнее, нежели агностик или атеист. Может быть нам стоит вернуть это слово в современный словарь». Бьорн Ульвеус — активный член общества «Гуманитарии» («The Humanitarians» — шведская секция МГЭС), в 2006 году он получил ежегодный приз этого общества — Hedenius-priset.

## Дискография
Альбомы, сборные пластинки и компакт-диски Бьорна Ульвеуса и Бенни Андерссона:
- 1970 — Lycka
- 1984 — «Шахматы»
- 1984/1988 — Chess Pieces (сборная пластинка)
- 1988 — Chess Original Broadway Cast Recording
- 1994 — Chess in Concert (концертный двойной компакт-диск)
- 1996 — Kristina från Duvemåla (коробка из 3 компакт-дисков)
- 1998 — Från Waterloo Till Duvemåla (концертный компакт-диск)
- 1999 — 16 Favoriter ur Kristina från Duvemåla (сборный компакт-диск)
- 2002 — Chess på Svenska (двойной компакт-диск)